# الهامستر السوري المختبري
الهامستر السوري (الاسم العلمي: ميسوكريستوس أوراتوس) هي واحدة من عدة قوارض تستخدم في التجارب على الحيوانات. ويستخدم الهامستر السوري في تشخيص الحالات الطبية البشرية، بما في ذلك مختلف أنواع السرطان، والأمراض الأيضية، وأمراض الجهاز التنفسي غير السرطانية، وأمراض القلب والأوعية الدموية، والأمراض المعدية، والمجالات الصحية بشكل عام.
في عام 2014، شكل الهامستر السوري 14.6٪ من إجمالي الحيوانات المشاركة في البحوث الحيوانية في الولايات المتحدة التي يغطيها قانون رعاية الحيوان.

## استخدامه في الأبحاث
منذ عام 1972 ، انخفض استخدام الهامستر في أبحاث التجارب على الحيوانات. وفي عام 2014 في الولايات المتحدة ، استخدمت الأبحاث على الحيوانات حوالي 120 ألف هامستر، وهو ما يمثل 14.6٪ من إجمالي استخدام حيوانات الأبحاث (بموجب قانون رعاية الحيوان الذي يستثني الفئران والجرذان والأسماك) لتلك السنة في ذلك البلد. ووفقًا للمجلس الكندي لرعاية الحيوان، تم استخدام ما مجموعه 1931 هامستر للبحث في عام 2013 في كندا ، مما يجعلها سادس أشهر القوارض بعد الفئران والجرذان وخنازير غينيا والسناجب .